# René Schöfisch
René Schöfisch (ur. 3 lutego 1962 w Berlinie Wschodnim) – niemiecki łyżwiarz szybki reprezentujący NRD, dwukrotny medalista olimpijski.

## Kariera
Największe sukcesy René Schöfisch osiągnął podczas igrzysk olimpijskich w Sarajewie w 1984 roku. Zdobył tam brązowe medale na dystansach 5000 i 10 000 metrów, w obu biegach przegrywając tylko ze Szwedem Tomasem Gustafsonem i Igorem Małkowem z ZSRR. Były to jego jedyne starty olimpijskie. W tym samym roku był też czternasty podczas wielobojowych mistrzostw świata w Göteborgu. Nigdy nie stanął na podium zawodów Pucharu Świata. Kilkakrotnie zdobywał medale mistrzostw kraju, w tym złote na 5000 m w 1983 roku oraz na dystansie 10 000 m w latach 1983, 1984 i 1986. W 1991 roku zakończył karierę.